# Gerhard Schinkel

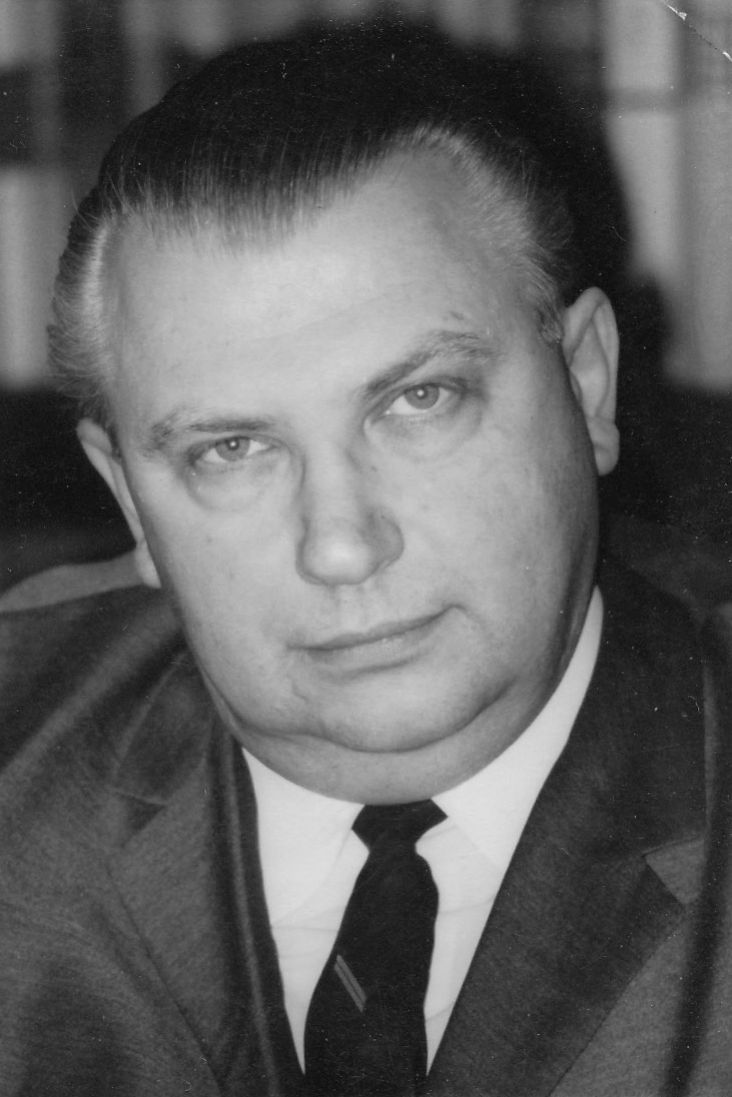
Gerhard Schinkel (Archivfoto)

Richard Fritz Gerhard Schinkel (* 26. November 1925 in Nordhausen; † 24. Juli 1985 in Erfurt) war ein deutscher Politiker (SED).

## Leben
Gerhard Schinkel war Sohn des Justizangestellten Eduard Schinkel und seiner Frau Henriette, geb. Müller. Er besuchte die Volks- und die Oberschule in Heiligenstadt. Nach dem Abitur war er 1944 kurzzeitig als Hilfslehrer in Österreich tätig. Er war verheiratet und hatte drei Kinder.
Nach Kriegsende 1945 war Schinkel Angestellter im Amt für Arbeit in Heiligenstadt. Er trat am 1. November 1945 der Kommunistischen Partei Deutschlands bei und war einer der Mitbegründer „antifaschistisch-demokratischer“ Jugendgruppen auf dem Eichsfeld, der Basis für die spätere Freie Deutsche Jugend (FDJ). Er „hatte großen Anteil an der Gewinnung vieler Hundert Jugendlicher für den einheitlichen Jugendverband, so dass es bei der offiziellen Gründung der FDJ am 7. März 1946 bereits einen Kreisverband Eichsfeld mit etwa 3.500 Jugendlichen gab“. Bis 1949 hatte Gerhard Schinkel den Vorsitz der FDJ-Kreisleitung in Heiligenstadt inne.
Von 1949 bis 1952 fungierte er als Zweiter Sekretär der SED-Kreisleitung Heiligenstadt, von 1952 bis 1955 als Erster Sekretär der SED-Kreisleitung Worbis. 1955/56 studierte Schinkel an der Parteihochschule „Karl Marx“. Sein Studium schloss er als Diplom-Gesellschaftswissenschaftler ab. Von 1956 bis 1960 wirkte er als Erster Sekretär der SED-Kreisleitung Nordhausen (Nachfolger von Erich Heyl), anschließend von 1960 bis 1965 als Erster Sekretär der SED-Kreisleitung Erfurt-Stadt. Schinkel studierte zwischen 1965 und 1967 an der Hochschule für Ökonomie in Berlin-Karlshorst mit dem Abschluss als Diplomwirtschaftler. Von 1967 bis 1984 war er schließlich Sekretär für Wissenschaft, Volksbildung und Kultur der SED-Bezirksleitung Erfurt. Nach seinem gesundheitlich begründeten Ausscheiden aus den Parteiämtern übernahm Schinkel als Invalidenrentner den Vorsitz des Bezirksausschusses Erfurt der Volkssolidarität. 
Nach seinem Tod wurde er im Ehrenhain für verdiente Bürger auf dem Erfurter Hauptfriedhof bestattet. Er wurde jedoch nach der deutschen Wiedervereinigung umgebettet, weil der Einigungsvertrag mit einer vierjährigen Übergangsfrist den Paragraphen 12 Abs. 1 der VO über das Bestattungs- und Friedhofswesen der DDR aufhob.

## Auszeichnungen
- Vaterländischer Verdienstorden in Bronze, in Silber (1969) und in Gold (1979)
- Hufeland-Medaille in Gold